# Dzwonkówka szaroczerwonawa
Dzwonkówka szaroczerwonawa (Entoloma indutoides (P.D. Orton) Noordel.) – gatunek grzybów z rodziny dzwonkówkowatych (Entolomataceae).

## Systematyka i nazewnictwo
Pozycja w klasyfikacji według Index Fungorum: Entoloma, Entolomataceae, Agaricales, Agaricomycetidae, Agaricomycetes, Agaricomycotina, Basidiomycota, Fungi.
Po raz pierwszy opisał go w 1829 r. Peter Darbishire Orton, nadając mu nazwę Leptonia indutoides. W 1984 r. Machiel Evert Noordeloos przeniósł go do rodzaju Entoloma. Niektóre inne synonimy:
- Entoloma griseorubidum Kühner ex Noordel. 1984
- Leptonia griseorubida (Kühner ex Noordel.) P.D. Orton 1991

Polską nazwę zarekomendował w 2003 r. Władysław Wojewoda dla synonimu Entoloma griseorubidum.

## Morfologia
Kapelusz
Średnica 20–32 mm, początkowo wypukły, potem z zagłębionym lub pępówkowatym środkiem, z podwiniętym brzegiem. Jest nie lub słabo higrofaniczny, nie lub tylko nieznacznie prześwitująco prążkowany na brzegu. Powierzchnia szarobrązowa, przylegająco promieniście włókienkowata, w środku kutnerowata lub pomarszczona.
Blaszki
W liczbie 18–36, z 1–3 blaszeczkami, średnio gęste, przyrośnięte do prawie zbiegających, początkowo białe, następnie różowe i brzuchate. Ostrza strzępiaste, tego samego koloru.
Trzon
Wysokość 40–60 mm, grubość 2–5 mm, cylindryczny lub zwężony ku podstawie, pełny lub z cienkim otworem. Powierzchnia tego samego koloru co kapelusz lub nieco jaśniejsza, na szczycie kłaczkowata do włókienkowatej, ku dołowi włókienkowato-prążkowana, u podstawy biało kutnerowata.
Miąższ
Tego samego koloru co powierzchnia, jaśniejszy w częściach wewnętrznych, bez zapachu i o niecharakterystycznym smaku.
Cechy mikroskopowe
Zarodniki 10–14 × 8–11,5 µm, Q = 1,1–1,5, nieregularnie prostokątne do szeroko elipsoidalnych, 5–9-kątne w widoku z boku. Podstawki 27–55 × 8,5–14 µm, 4-zarodnikowe, ze sprzążkami. Cheilocystydy 35–110 × 7,5–23 µm, butelkowate z długą, zwężającą się szyjką o szerokości 3,5–6 µm, czasami z ostrym wierzchołkiem, zawsze liczne, ale zmieszane z podstawkami. Skórka kapelusza typu cutis na brzegu, w środku kapelusza bardziej podobna do typu trichoderma, zbudowana z promieniście ułożonych, rozdętych strzępek o szerokości 10–25 µm z pigmentem wewnątrzkomórkowym. Na strzępkach w hymenium obecne sprzążki.
Gatunki podobne
Dzwonkówka szaroczerwonawa od innych dzwonkówek odróżnia się charakterystycznymi cechami mikroskopowej budowy:ma podstawki ze sprzążkami, duże cheilocystydy i skórkę kapelusza z szerokimi strzępkami.

## Występowanie i siedlisko
Podano stanowiska w Europie i w azjatyckich terenach Federacji Rosyjskiej. Jest rzadki. W Polsce W. Wojewoda w 2003 r. przytoczył pięć stanowisk, w późniejszych latach podano wiele następnych.
Grzyb naziemny, prawdopodobnie mykoryzowy. Występuje wśród traw w lasach pod drzewami liściastymi (grab, wierzba) i iglastymi (świerk pospolity).